# Премія Асоціації кінокритиків Лос-Анджелеса за найкращий сценарій
Премія Асоціації кінокритиків Лос-Анджелеса за найкращий сценарій (англ. The Los Angeles Film Critics Association Award for Best Screenplay) — це одна з щорічних нагород, яку щорічно призначає Асоціація кінокритиків Лос-Анджелеса.

## Переможці

### 1970-ті роки
| Церемонія   | Сценарист(и)               | Фільм                | Оригінальна назва  |
| ----------- | -------------------------- | -------------------- | ------------------ |
| 1-ша (1975) | Джоун Тюксбері             | Нешвіл               | Nashville          |
| 2-га (1976) | Педі Чаєвський             | Телемережа           | Network            |
| 3-тя (1977) | Вуді Аллен, Маршал Брікмен | Енні Голл            | Annie Hall         |
| 4-та (1978) | Пол Мазурський             | Незаміжня жінка      | An Unmarried Woman |
| 5-та (1979) | Роберт Бентон              | Крамер проти Крамера | Kramer vs. Kramer  |

### 1980-ті роки
| Церемонія    | Сценарист(и)                                  | Фільм                 | Оригінальна назва        |
| ------------ | --------------------------------------------- | --------------------- | ------------------------ |
| 6-та (1980)  | Джон Сейлез                                   | Повернення Секокусу 7 | Return of the Secaucus 7 |
| 7-ма (1981)  | Джон Гарі                                     | Атлантик-Сіті         | Atlantic City            |
| 8-ма (1982)  | Ларрі Гелбарт і Мері Сізгал                   | Тутсі                 | Tootsie                  |
| 9-та (1983)  | Джеймс Брукс                                  | Мова ніжності         | Terms of Endearment      |
| 10-та (1984) | Пітер Шеффер                                  | Амадей                | Amadeus                  |
| 11-та (1985) | Террі Гілліам, Том Стоппард, Чарльз Мак-К’юен | Бразилія              | Brazil                   |
| 12-та (1986) | Вуді Аллен                                    | Ганна та її сестри    | Hannah and Her Sisters   |
| 13-та (1987) | Джон Бурмен                                   | Надія та слава        | Hope and Glory           |
| 14-та (1988) | Рон Шелтон                                    | Даргемський бик       | Bull Durham              |
| 15-та (1989) | Ґас Ван Сент, Данієль Йост                    | Аптечний ковбой       | Drugstore Cowboy         |

### 1990-ті роки
| Церемонія    | Сценарист(и)                     | Фільм                  | Оригінальна назва     |
| ------------ | -------------------------------- | ---------------------- | --------------------- |
| 16-та (1990) | Ніколас Казен                    | Зворотний бік долі     | Reversal of Fortune   |
| 17-та (1991) | Джеймс Тобек                     | Багсі                  | Bugsy                 |
| 18-та (1992) | Девід Піплс                      | Непрощенний            | Unforgiven            |
| 19-та (1993) | Джейн Кемпіон                    | Фортепіано             | The Piano             |
| 20-та (1994) | Квентін Тарантіно і Роджер Евері | Кримінальне чтиво      | Pulp Fiction          |
| 21-ша (1995) | Емма Томпсон                     | Розум і почуття        | Sense and Sensibility |
| 22-га (1996) | Брати Коен                       | Фарґо                  | Fargo                 |
| 23-тя (1997) | Curtis Hanson і Brian Helgeland  | Таємниці Лос-Анджелеса | L.A. Confidential     |
| 24-та (1998) | Воррен Бітті та Jeremy Pikser    | Булворд                | Bulworth              |
| 25-та (1999) | Чарлі Кауфман                    | Бути Джоном Малковичем | Being John Malkovich  |

### 2000-ні роки
| Церемонія    | Сценарист(и)                          | Фільм                       | Оригінальна назва       |
| ------------ | ------------------------------------- | --------------------------- | ----------------------- |
| 26-та (2000) | Кеннет Лонерган                       | Можеш розраховувати на мене | You Can Count On Me     |
| 27-ма (2001) | Крістофер Нолан                       | Пам'ятай                    | Memento                 |
| 28-ма (2002) | Александер Пейн і Джим Тейлор         | Про Шмідта                  | About Schmidt           |
| 29-та (2003) | Shari Springer Berman, Robert Pulcini | Американська пишнота        | American Splendor       |
| 30-та (2004) | Александер Пейн і Джим Тейлор         | На узбіччі                  | Sideways                |
| 31-ша (2005) | Дан Футерман                          | Капоте                      | Capote                  |
| 31-ша (2005) | Ной Баумбах                           | Кальмар і кит'              | The Squid and the Whale |
| 32-га (2006) | Пітер Морган                          | Королева                    | The Queen               |
| 33-тя (2007) | Тамара Дженкінс                       | Дикуни                      | The Savages             |
| 34-та (2008) | Майк Лі                               | Безтурботна                 | Happy-Go-Lucky          |
| 35-та (2009) | Джейсон Райтман і Шелдон Тернер       | Вище неба                   | Up in the Air           |

### 2010-ні роки
| Церемонія    | Сценарист(и)                              | Фільм                     | Оригінальна назва        |
| ------------ | ----------------------------------------- | ------------------------- | ------------------------ |
| 36-та (2010) | Аарон Соркін                              | Соціальна мережа          | The Social Network       |
| 37-ма (2011) | Асгар Фархаді                             | Надер і Симін: Розлучення | جدایی نادر از سیمین      |
| 38-ма (2012) | Кріс Теріо                                | Арго                      | Argo                     |
| 39-та (2013) | Річард Лінклейтер, Ітан Гоук, Жулі Дельпі | Перед опівніччю           | Before Midnight          |
| 40-ва (2014) | Вес Андерсон                              | Готель «Ґранд Будапешт»   | The Grand Budapest Hotel |
| 41-ша (2015) | Томас Маккарті та Джош Сінгер             | У центрі уваги            | Spotlight                |
| 42-га (2016) | Йоргос Лантімос і Ефтіміс Філіпу          | Лобстер                   | The Lobster              |
| 43-тя (2017) | Джордан Піл                               | Пастка                    | Get Out                  |